# Йоганнес ван ден Бош

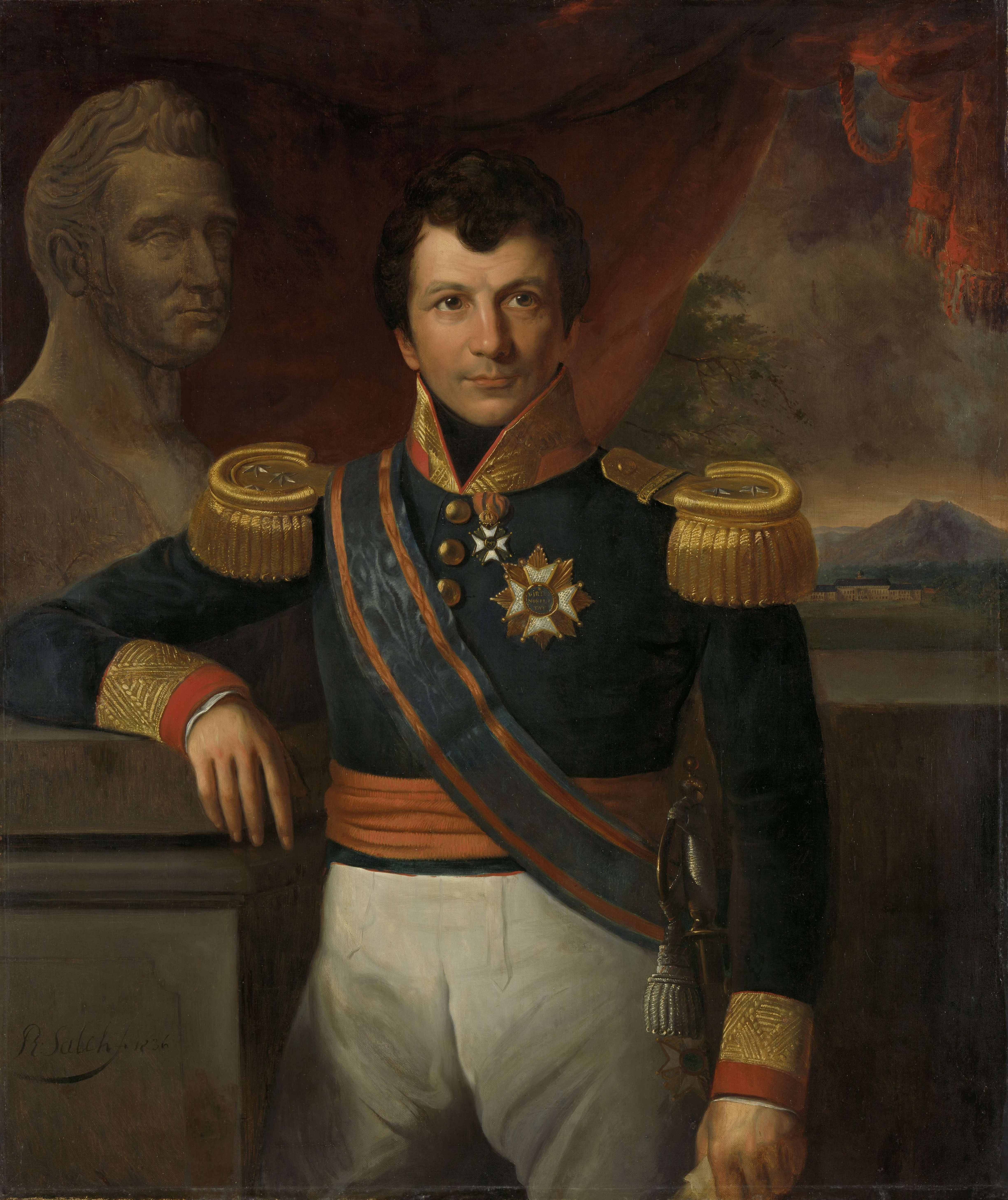
Генерал-губернатор Йоганнес ван ден Бош. Автор Раден Салех (1836)

Йоганнес, граф ван ден Бош (нід. Johannes van den Bosch; 2 лютого 1780 — 28 січня 1844) — голландський офіцер і політичний діяч. Він був сороковим генерал-губернатором Голландської Ост-Індії, командувачем Королівської голландської ост-індійської армії, міністром колоній і державним міністром.

## Сім'я
Йоганнес ван ден Бош був сином лікаря Йоганнеса ван ден Боша-старшого (1726—1809) та Адріани Понінг (1749—1804). Був двічі одружений. В 1804 році він одружився з Катариною Лукрецією де Сандоль Рой (1786—1814), з якою мав чотири дочки і три сина. Після її смерті він в 1823 році одружився з Рудольфіною Вільгельміною Єлізабетою де Стурлер (1799—1873), з якою мав двох синів.

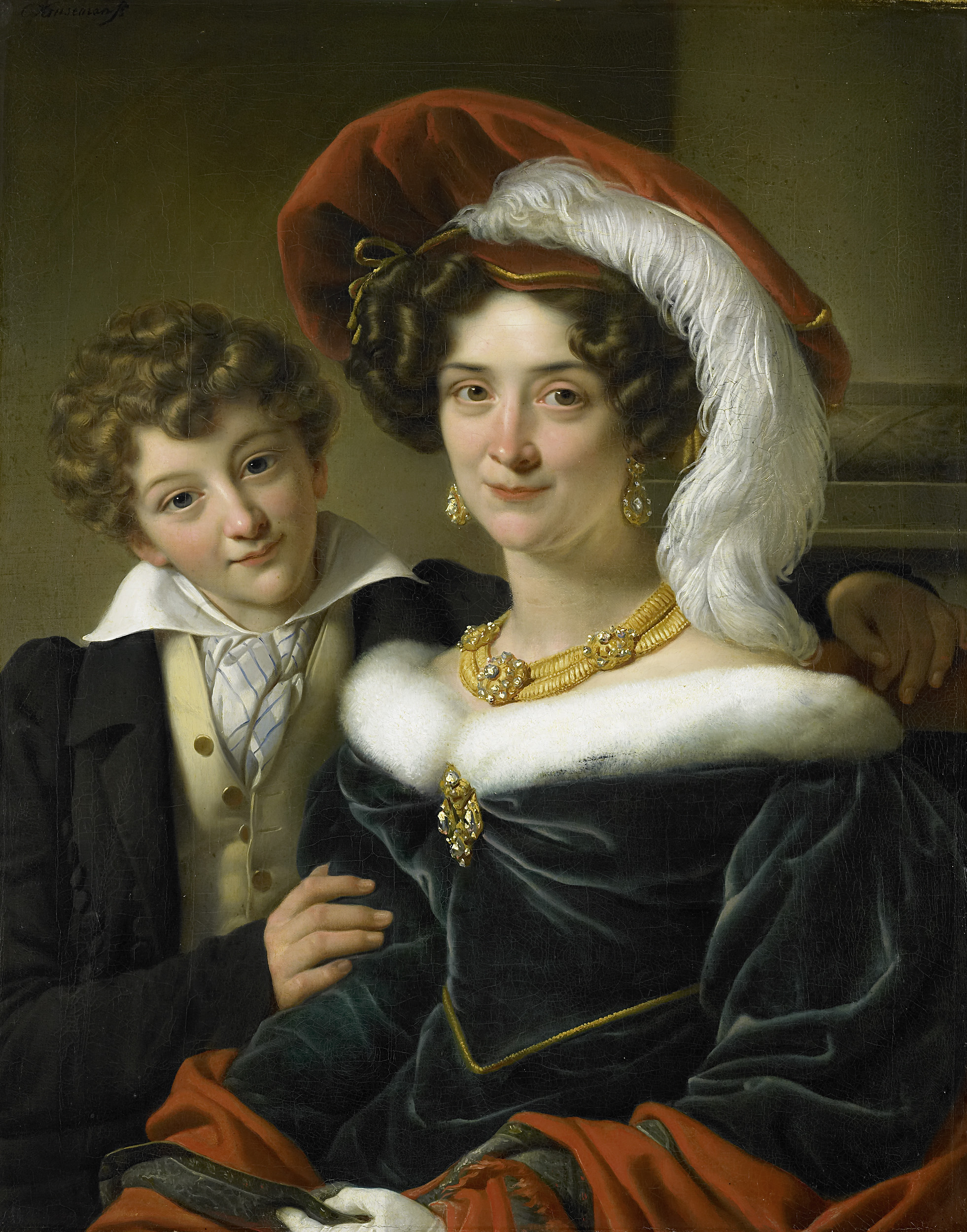
Друга дружина і син графа ван ден Боша. Автор Корнеліс Круземан.

## Біографія

### Голландська Ост-Індія (1798—1808)
У 1798 році він вступив до армії Батавської республіки. Через рік він був направлений в Голландську Ост-Індію в чині лейтенанта інженерних військ. Там він отримав звання старшого лейтенанта, а згодом, 6 лютого 1801 року- капітана. Він був ад'ютантом при генерал-губернаторі ван Оверстратені. В 1802 році ван ден Боша призначили керівником топографічної служби в Батавії. 15 травня 1804 року він отримав звання майора і посаду головного ад'ютанта при генерал-губернаторі Сіберґу, а 25 лютого 1807 року- звання полковник-лейтенанта і посаду ад'ютанта при генерал-губернаторі Вісе. Після того, як маршал Дендельс прибув до Батавії і став губернатором, ван ден Бош за власним бажанням звільнився з військової служби у званні полковника

### Нідерланди (1810—1827)
Ван ден Бош відплив до Нідерландів у листопаді 1810 року. Під час свої подорожі він потрапив в полон до британців і був доправлений до Англії, де перебував у статусі військовополоненого близько двох років. В листопаді 1813 року він одним з перших підтримав тимчасовий уряд. Брав участь в боях за Утрехт і Нарден. 28 лютого 1815 року ван ден Бош став полковником Генерального Штабу, де займався питаннями колоніальних військ.
Він створив організацію «Спілка милосердя», яка займалась боротьбою з бідністю. В провінції Дренте він заснував «вільні колонії» Фредеріксорд, Віллемсорд і Вільхельмінаорд, де бідняки могли б поселитись. Ван ден Бош на деякий час покидає військову службу і поселяється в цих колоніях. Пізніше він повертається до державної служби і 23 вересня 1823 року стає керівником відділу народної міліції і ополчення при Міністерстві внутрішніх справ.

### Вест-Індія (1827—1828)
12 жовтня 1827 року ван ден Бош був відправлений до Вест-Індії в якості генерального комісара, представника короля, з метою загальної інспекції поселень. На Кюрасао він заснував банк «Curaçaosche», попередник Центрального банку Кюрасао і Сінт-Мартена. Також він оголосив постанову, згідно з якою на Вест-Індію поширювалась Нідерландська конституція. Він повернувся до Нідерландів 1 серпня 1828 року.
На жаль, мета подорожі- дослідити можливість самоокупності карибських колонії показала, що доходи від колоній не вистачають для покриття затрат.

### Голландська Ост-Індія (1828—1834)
Коли генеральний комісар Голландської Ост-Індії Леонар дю Бюс де Гізіні повернувся до Нідерландів то, всупереч загальним очікуванням, замість де Кока, новим генерал-губернатором 16 жовтня 1828. Як і перед відрядженням до Вест-Індії, ван ден Бош подав прохання не призначати його на посаду. головним чином через велике заглиблення в проєкт «Спілки милосердя». Його від'їзд був відкладений через неодноразові обговорення з королем і міністрами принципів управління землями колонії. Міністр колоній Корнеліс Теодорус Елоут навіть подав у відставку. Нарешті, 24 липня 1829 року, ван ден Бош покинув Нідерланди. Він прибув до Батавії 2 січня 1830 року.
Головною метою ван ден Боша була організація економіки таким чином, щоб Ост-Індія могла власноруч покривати затрати на власне утримування. Виробничі потужності мали би бути збільшені і Ост-Індія мала би слугувати інтересам голландської торгівлі і промисловості, а також новоствореної Нідерландської торгівельної спілки.
На момент прибуття ван ден Боша ситуація в Ост-Індії значною мірою була стабілізована. Яванська війна була завершена, а Діпонегоро ув'язнений. Отже. ситуація була значною мірою сприятлива для впровадження реформ. в першу чергу, однак, ці реформи мали би торкнутися султанів Суракарти і Джок'якарти. Вони мали би значно поступитися землею; крім того, землі князів, які підтримали повстання, мали би бути конфісковані.

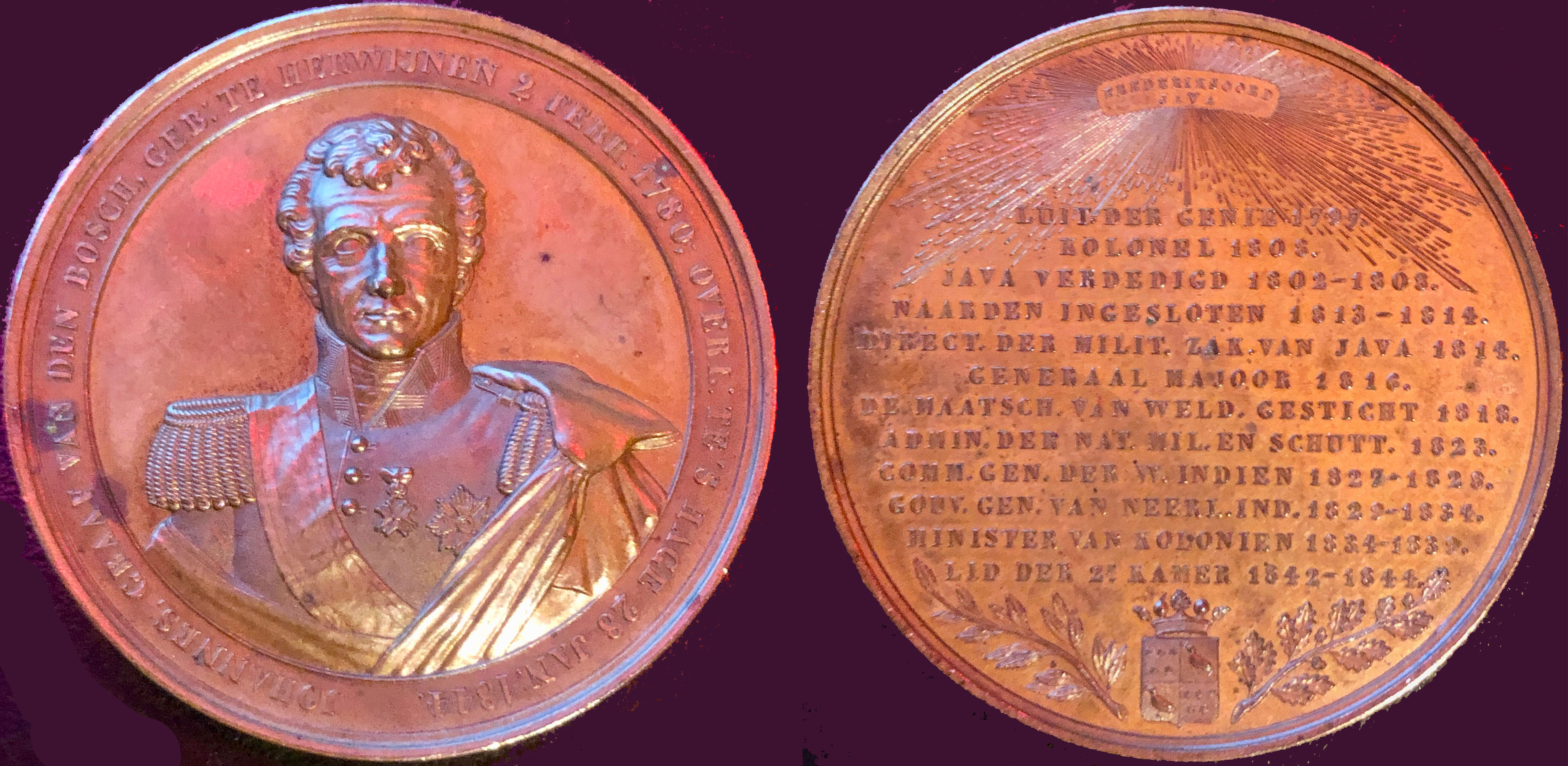
Пам'ятна медаль на честь ван ден Боша. 1845 рік.

Ван ден Бош сприяв впровадженню так званої культиваційної системи (нід. Cultuurstelsel), що передбачала розвиток економіки колоній шляхом підвищення експлуатації населення і природних ресурсів. П'ята частина сільськогосподарських угідь мала використовуватись для вирощування експортних товарів. Внаслідок цієї політики було побудовано велику кількість нових доріг і створено багато плантацій кави, цукрової тростини та індиго. В знак визнання його заслуг (з 1830 по 1877 рік завдяки цій системі колонія принесла більше 837 мільйонів гульденів прибутку) ван ден Бош отримав титул барона (1835) і графа (1839).

### Повернення до Нідерландів
31 січня 1834 року ван ден Бош подав у відставку з поста генерал-губернатора. В травні наступного року він повернувся до Нідерландів, де в тому ж місяці був призначений міністром колоній. На посаді міністра він вимагав у колоній підвищення фінансових результатів. Після конфлікту з Палатою представників в 1839 році він подав у відставку.
Граф ван дер Бош помер 28 січня 1844 в своєму маєтку в Гаазі внаслідок хвороби.